# Mobile Informationsdienste
Mobile Informationsdienste sind ein Teilbereich des Mobile-Content und werden dem übergeordneten Geschäftsfeld des Mobile-Commerce zugeordnet.
Mobile Informationsdienste beinhalten redaktionelle Inhalte, die über mobile Medien wie Handys vertrieben werden. Sie machen vor allem im Zusammenhang mit Location Based Services Sinn. Die Inhalte können in verschiedensten Geschäftsbereichen eingesetzten werden, wie:
- Aktuelle Nachrichten (Politik, Wirtschaft, Sport etc.)
- Finanzdienste, Börsenberichte (Mobile-Banking)
- Reisedienste: Fahrpläne, Flug- und Zugverbindungen etc. (Mobile-Ticketing)
- Werbungsdienste (Mobile-Marketing)

## Aktuelles
- Mobile Informationsdienste bieten attraktive Möglichkeiten für deutsche Verlage (vom 27. April 2006)